# Timana violacearia
Timana violacearia är en fjärilsart som beskrevs av Herrich-Schäffer 1858. Timana violacearia ingår i släktet Timana och familjen mätare. Inga underarter finns listade i Catalogue of Life.